# Bionică

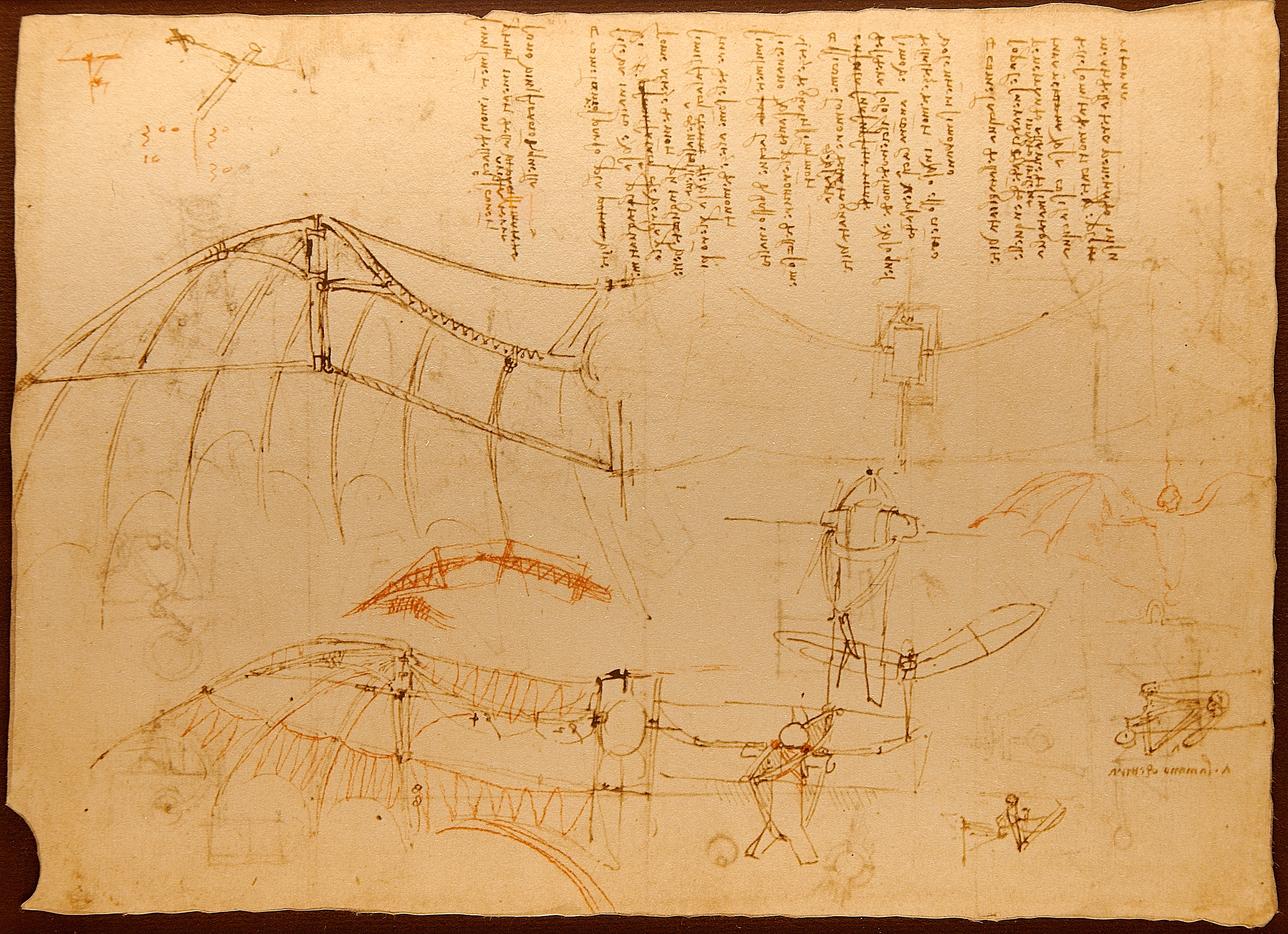
Exemplu timpuriu pentru bionică: Studiu pentru un aparat de zbor al lui Leonardo da Vinci (Codex Atlanticus f.858r)

Bionica reprezintă știința ce studiază sistemele biologice pentru a obține cunoștințe utile ființei umane. Este un câmp de cercetare și aplicație interdisciplinar care se ocupă de studierea de soluții tehnice "găsite" de natură prin evoluție și aplicarea acestora în tehnică și tehnologie umană inovatoare. Bionica s-a născut din descoperirea că "invențiile" deseori uimitoare ale naturii sunt optimizate la un nivel mult superior soluțiilor realizate de oameni pentru scopurile respective. Bionica este învățare sistematică de la natură și astfel se deosebește de "inspirație din natură". Disciplinele implicate în bionică sunt științe naturale și științe tehnice (inginerie), dar după caz și arhitectură, design, filozofie.
Bionica poate fi divizată în trei domenii :
- bionica biologică - studiază procesele ce au loc în sistemele biologice ;
- bionica teoretică - care elaborează modele matematice ale acestor procese ;
- bionica tehnică (inginerească) - care folosește modelele create de bionica teoretică în soluționarea problemelor de ordin tehnic.

## Etimologia
Pentru bionică se folosesc și termenii biomimikry, biomimetică, biomimeză. 
Termenul bionică provine din engleză (bionics) și a fost introdus de maiorul de aviație american Jack E. Steele în 1960 la o conferință care a avut loc la baza militară Wright-Patterson Air Force Base din Dayton, Ohio. Cuvântul se compune din termenii biologie și tehnică și astfel exprimă cum în tehnică pot fi folosite principii din biologie. Termenii bionică și biomimetică se folosesc de obicei ca sinonime, dar în limba engleză termenul bionică se referă mai degrabă la aplicații privind corpul uman - o combinație de biologie, mecanică și electronică.

## Metodele de bază

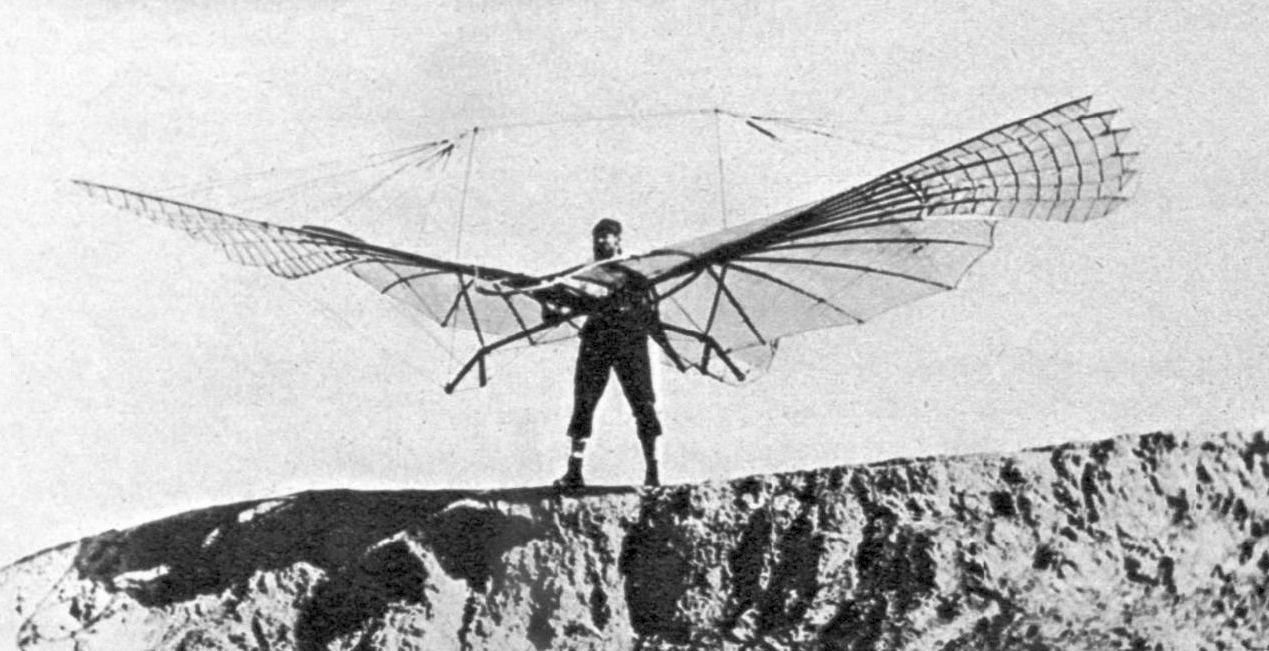
Otto Lilienthal în 16.08.1894

### Bionica ca proces top-down (bionică de analogie)
1. Definiția problemei
2. Căutarea de analogii în natură
3. Analiza exemplelor din natură
4. Căutarea de soluții tehnice pentru problema pusă după modelele naturale găsite

#### Exemple

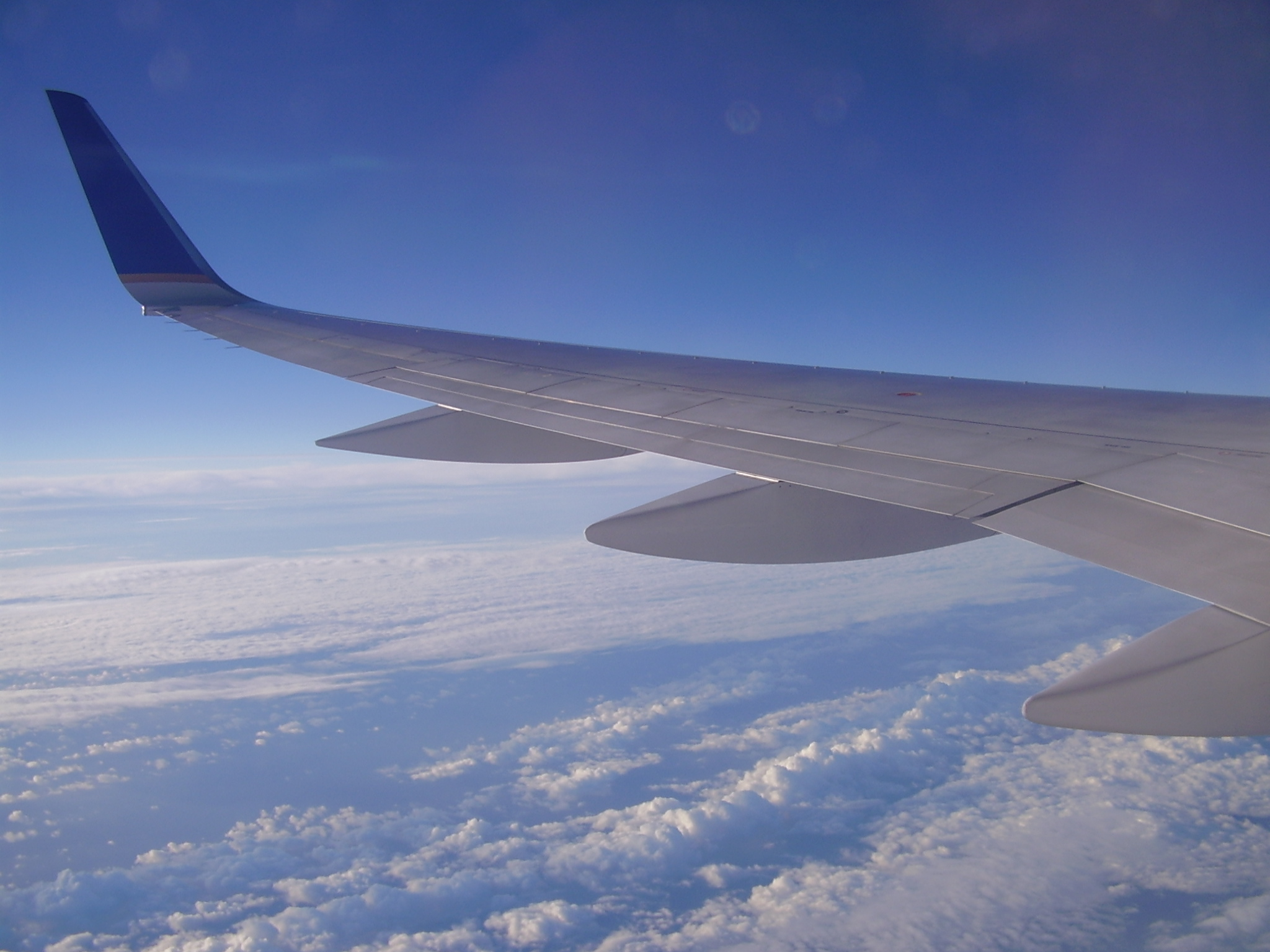
Aripă cu winglet al unui avion Boeing B-757

- Avion: Otto Lilienthal și Frații Wright au observat zborul (locomoție) păsărilor mari și la construcția prototipurilor aparatelor lor de zbor au încercat să aplice principiile care permit păsărilor să planeze.
- parașută: sămânța păpădiei
- Winglet-uri la capătul exterior al aripilor de avioane: la avioane fără winglets se produc vârteje mari turbulente, care provoacă un consum ridicat de combustibil prin rezistența aerului. Aripile unor specii de păsări (ale unor păsări răpitoare, bufnițe, condor) produc mai multe vârteje mici și astfel consumă mai puțină energie. Inventarea de winglets are un efect similar pentru avioane.
- Dezvoltare de noi profiluri pentru pneuri de autovehicole: model biologic au fost labele de pisică, care se lățesc la schimburi bruște de direcție și astfel îmbunătățesc aderența prin mărimea suprafeței de atac.
- Roboți cu morfologie asemănătoare păianjenilor, ale căror picioare sunt dotate cu funcții de comandă autonome și astfel în teren dificil sunt superiori unor roboți cu comandă centralizată.

### Bionica ca proces bottom-up (bionică abstractivă)

Simulație 3D a efectului frunzei de lotus (suprafețe care nu se pot uda)

1. Cercetare biologică de bază: biomecanică și morfologie funcțională a sistemelor biologice
2. Identificarea, înțelegerea și descrierea principiului de bază
3. Abstracția acestui principiu (separarea de modelul biologic și formularea în limbaj univerasal inteligibil)
4. Căutarea de posibile aplicații tehnice
5. Dezvoltarea de aplicații tehnice în colaborare cu ingineri, tehnicieni, designeri etc.

#### Exemple
- Suprafețe care nu pot fi udate sau/și cu proprietăți autocurățătoare: cercetarea efectului frunzei de lotus
- Optimizarea structurii de componente prin Computer Aided Optimization (CAO) și Soft Kill Option (SKO): forme de creștere de plante / copaci, structura internă a oaselor
- Folii Riblet: pielea rechinilor este acoperită de solzi mici canelați paralel cu direcția de mișcare, care reduc substanțial forțele de frecare cu apa. Acest efect de reducere a rezistenței apare în toate mediile turbulente, deci și în aer. O aplicație din această descoperire sunt foliile riblet care se pot aplica suprafețelor exterioare ale navelor și aeronavelor, reducând consumul de energie.
- Inteligența de roi și algoritmul de furnici aplică moduri de comportament ale unor insecte - și altor animale care trăiesc în comunități sau grupuri mari - în domenii tehnice, de exemplu pentru optimizări.
- Strategii evoluționare ca metode realiste și eficiente de optimizare în practic toate domeniile tehnice.
- Cupolele geodetice cunoscute din arhitectura lui Richard Buckminster-Fuller și de la cupolele de protecție pentru radar sunt structuri preluate din natură (Radiolaria).
- Acoperișurile transparente suspendate ale parcului olimpic din München (1972, arhitect Frei Otto) inspirate din plase de păianjen, la timpul lor fiind structuri arhitecturale revoluționare.
- Velcro-nul inventat de George de Menstral ( patentul cu nr.2 717 437 , în 1955), inspirîndul antodiile de brusture (lastarii floriferi),invenție ce este utilizată des în zilele noastre cu aplicabilitate în diverse domenii .

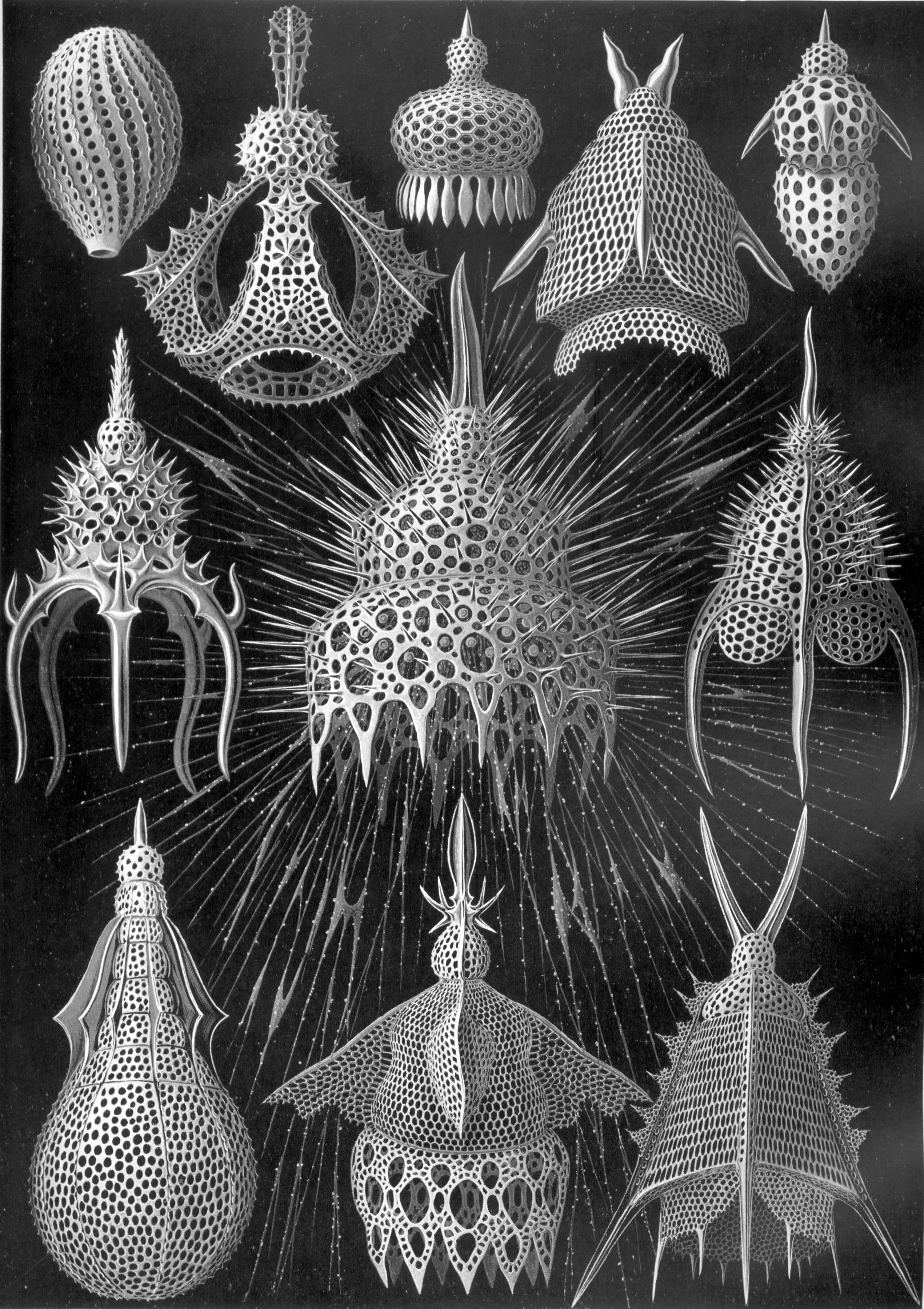
Planșa 31 din Kunstformen der Natur (1904) a lui Ernst Haeckel, arătând radiolarii classificate ca cyrtoidea
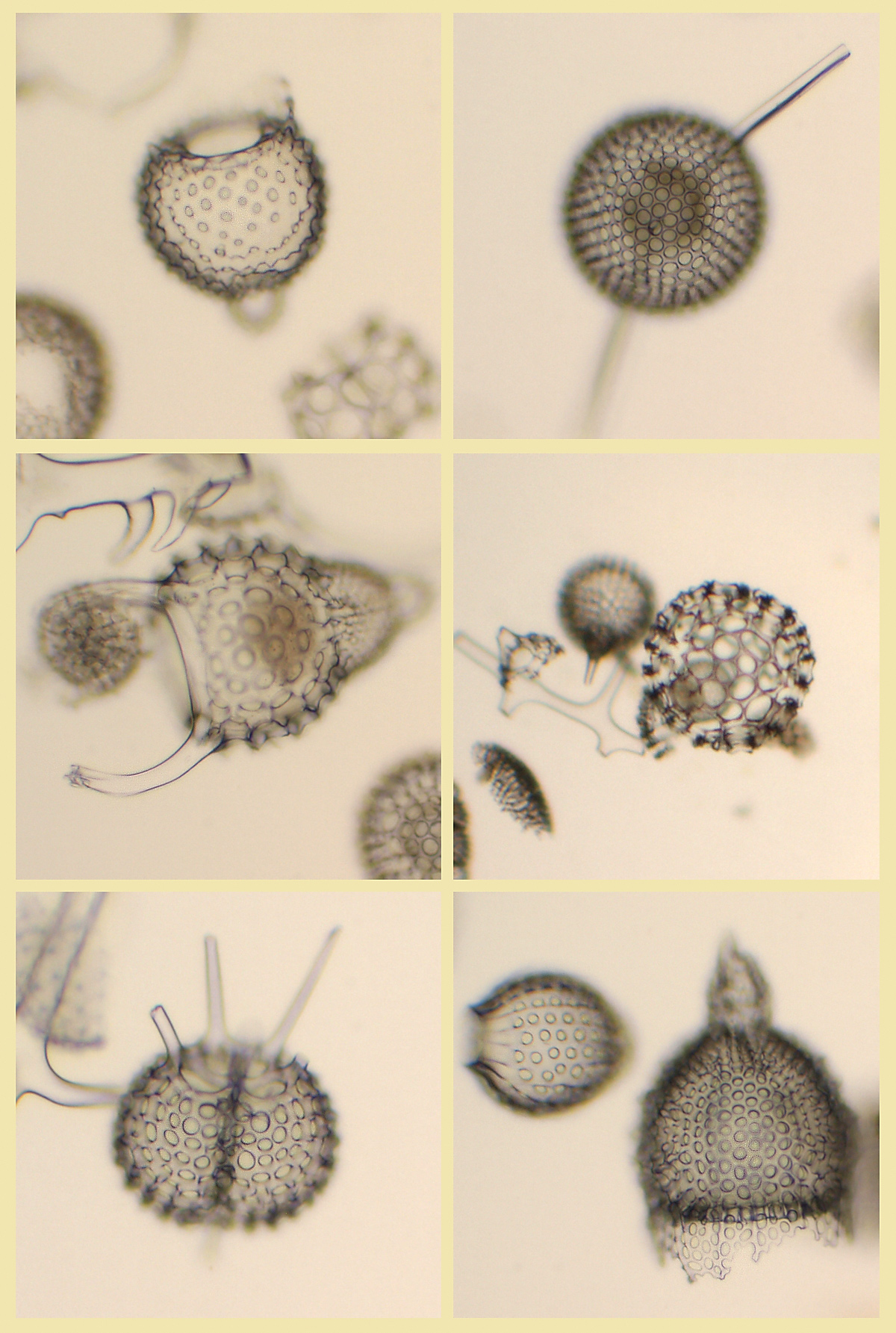
Diverse radiolarii sub microscop
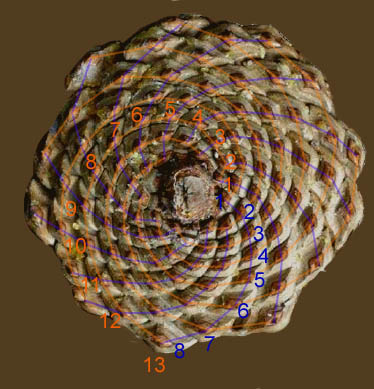
Liniile geodetice pe un con de pin (filotaxie)
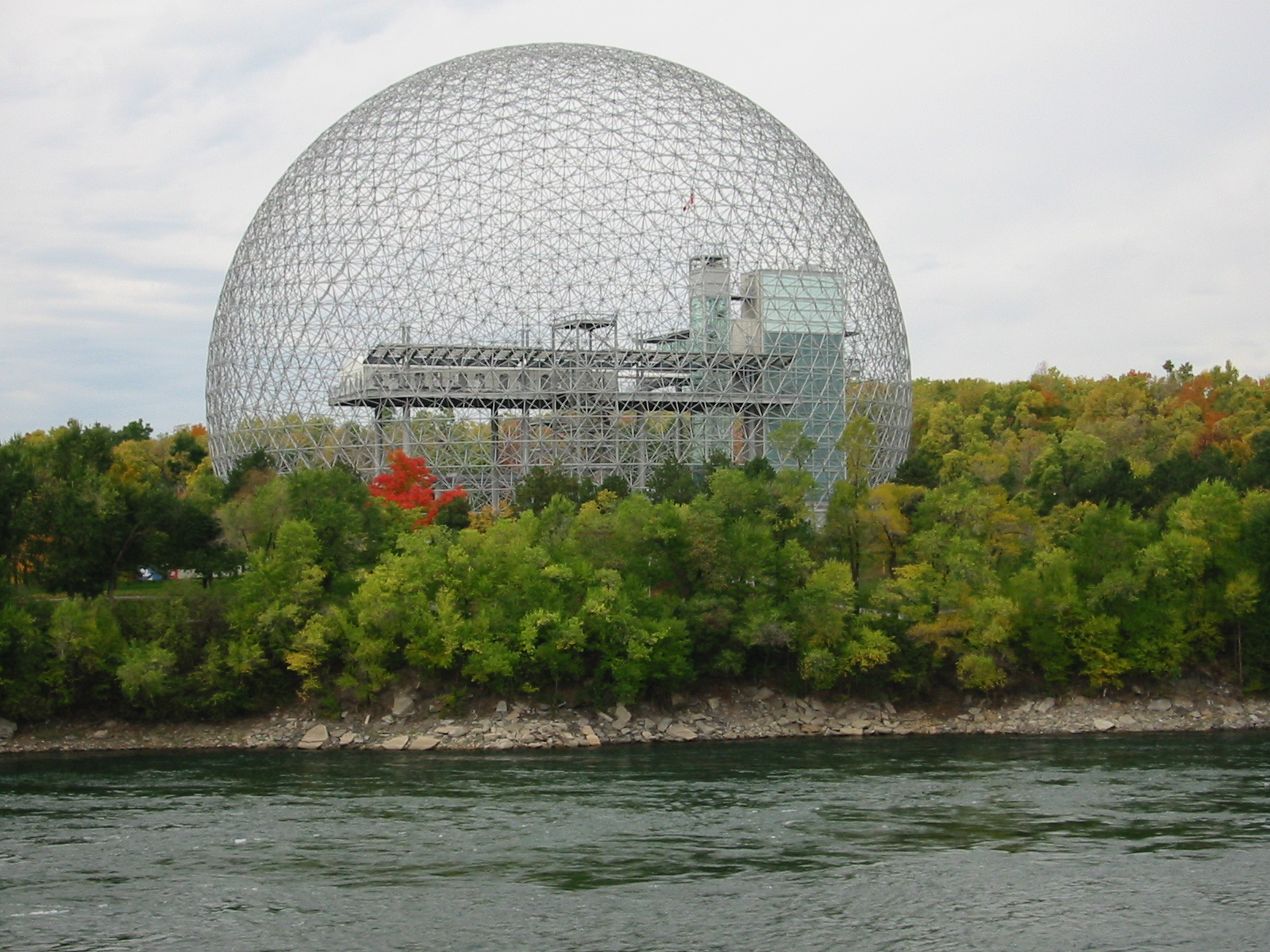
Biosfera din Montréal, Québec, Canada

## Corespondențe de aplicații tehnice cu natura
- Ventuze - în natură apar la octopozi, sepii, gândaci
- Sonar - delfini și lilieci
- Elice - sămânța de arțar
- Seringă - țeapa albinelor și viespilor
- Labe de înot - labe ale unor broaște și ale unor păsări de apă
- Propulsie cu jet de apă - efectul de recul la meduze și octopozi
- Ventilație - sistemul de ventilație al castelelor de termite